# آترهام
آترهام (به انگلیسی: Otterham) یک روستا و محله مدنی در بریتانیا است که در کورنوال واقع شده‌است. آترهام ۲۲۸ نفر جمعیت دارد.